# Korssjön, Ångermanland
Korssjön är en sjö i Kramfors kommun i Ångermanland och ingår i Nätraån-Ångermanälvens kustområde. Sjön är 11,7 meter djup, har en yta på 0,699 kvadratkilometer och är belägen 37 meter över havet.

## Delavrinningsområde
Korssjön ingår i det delavrinningsområde (697724-161338) som SMHI kallar för Mynnar i Sursundet. Medelhöjden är 99 meter över havet och ytan är 9,42 kvadratkilometer. Det finns inga avrinningsområden uppströms utan avrinningsområdet är högsta punkten. Vattendraget som avvattnar avrinningsområdet har biflödesordning 2, vilket innebär att vattnet flödar genom totalt 2 vattendrag innan det når havet efter 1,2 kilometer. Avrinningsområdet består mestadels av skog (77 procent). Avrinningsområdet har 0,69 kvadratkilometer vattenytor vilket ger det en sjöprocent på 7,3 procent.